# Сувача
Сувача је млин за жито који покреће домаћа стока. Мештани често зову своје суваче именом „коњска воденица“) или, скраћено, „воденћци” („воденица"). По спољашњем и унутрашњем изгледу, по облику и раду, оне се безмало ни у чему не разликују међу собом.

## Положај и изглед
Суваче су обично смештене покрај власникових кућа, у једном делу дворишта, у посебним зградама. Уколико су биле лоциране мало даље од куча за становање, оне су имале  своје ограђено двориште. 
Већина сувача је, као и куће за становање, саграђена јеод камена, кога има у изобиљу у селу и око њега. Међутим ако у околини села има много дрвећа и шуме, знатан број сувача грађен је  од. испреплетаног прућа („плетенћци"). Зграде од камена имају најчешће четвртаст, а од плетера већином округао облик, и најчешће су прилично ниске. Скоро редовно покривене су ражаном сламом, сложеном и причвршћеном без много пажње, тако да су и споља и изнутра суваче имале прилично лош изглед. У највећем броју суваче су знатно мрачне, јер није било прозора па је светлост улази само на, једна врата од дасака или од плота, а понегде и кроз мали отвор који умессто место прозора на зиду  који се затварао даскама, или кроз шупљине плетера и крова. Четвртасте зграде обично су биле једнаке дужине и ширине (отприлике по4,5 метара), док су кружне зграде биле пречника око пет метара. 
По зидовима готово редовно сувача има једно четвртасто удубљење (камарче“, мала ниша) или полицу од два клина и једне даске, за стављање светиљке или других ситних ствари. 
Под је од уравњене и набијене земље. У средини тога простора, где је направа за млевење, тло је мало дубље и равно, у облику осмице с правим круговима, али тако да је један круг знатно већи од другога, и наоколо је под озидан неправилним камењем.
Механизам у кружној просторији покрећу коњи, док се мељава врши у млинском делу у којем су смештени каменови и сита на споју кружне и правоугаоне основе. Распон великог кола износи око 15 метара, обим кола је око 45 метара, а висина у центру пирамиде је 8,55 метара.  

## Начин рада Суваче
Велико коло покретали су коњи. Био је упрегнут најмање један, а највише пет пари коња. Помељари су обично доводили коње. Стаза од цигала, којом су се кретали коњи, посипана је песком, јер је већина помељара била сиромашна, па је доводила непотковане коње. Пар коња могао је за један сат да самеље до 100 кг жита. У Сувачи су стално радила два човека - сувачар и гонич коња. Број гонича повећавао се са бројем упрегнутих коња. Велико коло учвршћено је са 12 паока за централну ваљкасту осовину (попу). На рубу кола са 516 дрвених зубаца, системом зупчаника преноси се енергија два пара камења за мељаву. Доњи део попе је окован, док је горњи део сужен у ваљкасти врат. Лежиште попе је утврђено са две хоризонталне греде. На једној страни лежишта је полуга, учвршћена само на једној страни за хоризонталне греде. Други део се може лако подићи и помоћу канапа ослободити врат попе. На тај начин су коњи увођени у коло. У кризним временима, велико коло у сувачама су покретали људи.